# American Sniper
American Sniper è un film del 2014 diretto da Clint Eastwood, basato sull'omonima autobiografia di Chris Kyle.
Il film, che ha per protagonista Bradley Cooper, affiancato da Sienna Miller, Luke Grimes, Kyle Gallner e Sam Jaeger, ha ricevuto 6 nomination agli Oscar 2015, vincendo il Premio Oscar per il Miglior montaggio sonoro.

## Trama
Chris Kyle è un giovane ragazzo del Texas, cresciuto in una famiglia credente in Dio, amante della caccia, dei rodeo, della sua famiglia e della patria. Chris decide di arruolarsi nei Navy SEAL, il famoso corpo d'élite della Marina degli Stati Uniti; durante il duro addestramento, conosciuto come Basic Underwater Demolition/SEAL, egli si distingue per le sue doti da cecchino, arte affinata fin da piccolo durante le battute di caccia col padre, e al contempo fa la conoscenza di Taya in un bar. Taya sa cosa significa essere un soldato, sa che Chris ha scelto e ama il suo lavoro, e lo sposa. Nel 2004, dopo gli attacchi dell'11 settembre 2001, Kyle prende parte al suo primo turno di combattimento a Falluja nell'ambito della guerra in Iraq, ma le sue prime vittime saranno un ragazzino e una donna che hanno tentato di attaccare una pattuglia di marine con una granata RKG-3 di fabbricazione sovietica; pur visibilmente turbato dall'esperienza, Chris diviene ben presto un mito grazie alle sue abilità, tanto da meritarsi il soprannome di "Leggenda".
Assegnato in un'operazione per catturare Abu Musab al-Zarqawi, il carismatico leader di Al Qaida in Iraq, Chris interroga una famiglia il cui padre, lo sceicco Al-Obeidi, si offre volontario per portare i SEAL fino a un terrorista soprannominato "Il Macellaio", vicecomandante di Al-Zarqawi e unica pista che potrebbe condurre alla localizzazione di quest'ultimo. Il piano però fallisce e "il Macellaio" cattura lo sceicco e il figlio uccidendoli barbaramente, mentre Kyle viene immobilizzato, pur riuscendo a salvarsi, da un cecchino iracheno armato di PSL, conosciuto col soprannome di Mustafa, di origini siriane ed ex campione di tiro a segno dei Giochi olimpici. Intanto, i jihadisti iracheni mettono una taglia di 180.000 dollari sulla testa di Chris, ribattezzato come Shaiṭān Al-Ramadi ("il diavolo di Ramadi").
Tornato a casa, Kyle assiste alla nascita del figlio Colton, ma continua a pensare al conflitto iracheno che ha vissuto, suscitando preoccupazione in Taya, la quale vuole che egli si concentri principalmente sulla sua famiglia. Una volta promosso al grado di capo di 3ª classe, Chris si reca per un secondo turno in Iraq e viene coinvolto in una sparatoria con "Il Macellaio", riuscendo infine a ucciderlo. Quando torna a casa per vedere la venuta al mondo di sua figlia, il cecchino diventa però sempre più distante dalla sua famiglia.
Durante il terzo turno in territorio iracheno, Mustafa ferisce gravemente al volto Ryan "Bombarda" Job e la sua unità si trova costretta a evacuare la zona per salvare la vita di quest'ultimo. Quando però decidono di tornare sul campo di battaglia per continuare l'operazione, un altro SEAL, Marc Alan Lee, viene ucciso durante il combattimento successivo.
Il rimorso spinge Chris a partecipare al suo quarto turno, ma Taya vuole che torni a casa e non faccia più il soldato. Inviato nuovamente in Iraq, Kyle viene assegnato a una squadra di cecchini che deve eliminare Mustafa che, a sua volta, sta uccidendo alcuni genieri dell'Esercito statunitense impegnati a costruire una barricata. La squadra dei cecchini viene appostata su un tetto e Chris, dopo aver avvistato Mustafa, riesce a ucciderlo a una distanza di 2100 iarde (1920 metri). Lo sparo rivela però la posizione della sua squadra a numerosi guerriglieri armati e, nel bel mezzo del conflitto a fuoco e a corto di munizioni, Chris chiama Taya via telefono satellitare e le dice che sta tornando a casa. In seguito, una tempesta di sabbia garantisce la copertura dell'unità durante una caotica fuga in cui Chris, ferito ad una gamba, riesce a malapena a montare sul trasporto Cougar in movimento.
Per ben quattro volte Chris consolida la sua reputazione e aumenta il numero di vittime fino a diventare il cecchino più letale nella storia delle forze armate statunitensi. Tornato a casa, Taya continua nel dire a Chris che deve smettere di fare il soldato e gli trova un impiego con i reduci che come lui hanno vissuto momenti terribili nei diversi teatri di guerra dove gli Stati Uniti sono stati impegnati. Soddisfatto, Chris addestra al tiro individui con gravi menomazioni fisiche e ritrova la gioia di vivere con la moglie e i due figli che lo adorano, ma verrà alla fine ucciso da uno dei reduci che cercava di aiutare.

## Produzione
Il 24 maggio 2012 la Warner Bros. ha annunciato di aver acquistato i diritti dell'autobiografia American Sniper: The Autobiography of the Most Lethal Sniper in U.S. Military History dell'ex membro dei Navy SEAL Chris Kyle, con Bradley Cooper in veste di produttore e protagonista. Originariamente Cooper stesso era intenzionato a vestire solo il ruolo di produttore della pellicola e vennero considerati Chris Pratt nel ruolo di Kyle e Evangeline Lilly per il ruolo della moglie Taya. Dopo l'interessamento di David O. Russell per dirigere il film, nel maggio 2013 la regia è stata affidata a Steven Spielberg. Nell'agosto dello stesso anno Spielberg abbandona però il progetto, e il 21 agosto 2013 viene annunciato che la regia è stata affidata a Clint Eastwood.

### Riprese
La produzione del film è iniziata il 31 marzo 2014 a Los Angeles. Parte delle riprese sono state effettuate in Marocco.

## Distribuzione
Il film è stato presentato in anteprima all'AFI Fest l'11 novembre 2014. La distribuzione nelle sale cinematografiche statunitensi è stata prevista limitatamente per il 25 dicembre 2014, per poi avere un'ampia distribuzione dal 16 gennaio 2015. In Italia è uscito nelle sale il 1º gennaio 2015; in Repubblica Ceca, Croazia, Nuova Zelanda, Perù, Slovacchia, e Taiwan il 15 gennaio; in Bulgaria, Canada, Regno Unito, Irlanda, India, e Kenya il 16 gennaio; a Buenos Aires come premiere il 19 gennaio; nel resto dell'Argentina il 22 gennaio; in Belgio, Egitto, Libano, e Filippine il 21 gennaio; negli Emirati Arabi Uniti, Australia, Danimarca, Hong Kong, Israele, Kuwait, Portogallo, Singapore, e Thailandia il 22 gennaio; in Cambogia, Norvegia, Romania, Svezia, e Sudafrica il 23 gennaio; in Colombia il 29 gennaio; in Cile il 12 febbraio; in Francia il 18 febbraio; in Brasile, Grecia, Ungheria, Macedonia, Serbia, e Slovenia il 19 febbraio; in Estonia, Spagna, Lituania, Lettonia, Messico, Polonia, e Turchia il 20 febbraio; in Giappone il 21 febbraio; in Germania il 26 febbraio; in Azerbaigian, Kazakistan, Paesi Bassi, Russia, e Ucraina il 5 marzo; in Finlandia e in Indonesia il 6 marzo; in Cina il 19 aprile.

### Divieti
Il film, a seconda del paese di proiezione, ha avuto una censura più o meno "severa": è stato vietato ai minori di 13 anni nelle Filippine e in Thailandia; 14 in Canada, Cile, e in Portogallo; 15 in Australia, Irlanda, Giappone, Messico, Norvegia, Polonia, Svezia, e Regno Unito; 16 in Argentina, Austria, Brasile, Finlandia, Germania, Paesi Bassi, Nuova Zelanda, e Svizzera; 18 a Singapore e Corea del Sud; in Italia è stato invece classificato T, che significa che il film è adatto a tutti. Negli Stati Uniti d'America con il certificato n° 
49458 la Motion Picture Association of America (MPAA) ha classificato il film con la lettera R (restricted), vietando la pellicola ai minori di 17 anni non accompagnati dai genitori.

## Accoglienza

### Incassi
Considerando quanta poca attenzione e seguito abbiano finora registrato presso il pubblico i film sulle guerre in Afghanistan e in Iraq, il film - le cui previsioni di incasso si aggiravano sui 50 milioni di dollari – ha registrato un successo inaspettato.
Il film ha incassato 350.126.372 dollari negli Stati Uniti, i quali, uniti ai 197.200.000 raggiunti nel resto del mondo, portano a un incasso totale di 547.326.372 dollari, a fronte di 60 milioni di budget.
In Italia ha incassato 21.390.500€ di cui 6.723.739€ nella prima settimana. Globalmente è diventato il film di guerra con il maggiore incasso di sempre (battendo il record di Salvate il soldato Ryan) e il più grande successo nella carriera di Clint Eastwood.

### Critica
Rotten Tomatoes, un aggregatore di opinioni dei critici cinematografici, gli attribuisce una percentuale positiva di 6.9/10 su 68 valutazioni, mentre Metacritics gli assegna una media di giudizi positivi di 8.3/10, basata su 33 opinioni. Una critica pesante è giunta da Michael Moore, che ha confermato il parere di Rolling Stone: «È triste che un regista come Clint Eastwood giri un film sull'Iraq che Rolling Stone questa settimana definisce "Troppo stupido per darsi la pena di recensirlo"».
In Italia la critica è comunque divisa e, mentre Giona A. Nazzaro loda il film: «Incapace di pensare la complessità eastwoodiana, si tenta di sbarazzarsi del problema ricorrendo alle solite accuse, "guerrafondaio", "fascista", "repubblicano". Ignorando, sempre con Pavese, che per Clint "non esistono mostri ma soltanto compagni. Per te la morte è una cosa che accade, come il giorno e la notte". E Clint Eastwood, come Pavese, sa bene che "la morte, ch'era il vostro coraggio, può esservi tolta come un bene".».
Al contempo non mancano nemmeno le stroncature radicali: «Purtroppo il risultato è un ibrido scentrato, un film che non riesce a far coesistere l'esaltazione dell'eroe americano, patriota sicuro di sé e refrattario a qualsiasi dubbio o incertezza, con uno sguardo sinceramente critico su questo cecchino infallibile, una perfetta macchina da guerra ma incapace di relazionarsi con gli altri nella vita di tutti i giorni e di vivere un'esistenza priva di conflitti e nemici da combattere. L'assuefazione alla guerra viene vista, quindi, da Eastwood con uno sguardo che tradisce una certa indecisione tra ammirazione e biasimo, tra elogio e disapprovazione, tra tratteggio superomistico e denuncia di una irreversibile radicalizzazione dei valori fondanti del mito statunitense. Per questo motivo American Sniper è un prodotto diseguale e incongruente, sospeso e irrisolto dove il regista cerca di attenuare una vena agiografica ma in maniera sbrigativa e appiccicaticcia, poco convinta e poco convincente.». Di diversa impostazione le recensioni della critica specializzata, dove si parla di una "rappresentazione ottica" della guerra rispetto a quella digitale ed "extraretinica" di Paul Haggis e Brian De Palma oppure ci si riferisce all'immagine Eastwoodiana come una delle "più limpide, pulite e precise che ci si possa ritrovare davanti agli occhi".

## Riconoscimenti
- 2015 - Premio Oscar
  - Miglior montaggio sonoro a Alan Robert Murray e Bub Asman
  - Candidato per il miglior film a Clint Eastwood, Robert Lorenz, Andrew Lazar, Bradley Cooper e Peter Morgan
  - Candidato per il miglior attore protagonista a Bradley Cooper
  - Candidato per la migliore sceneggiatura non originale a Jason Hall
  - Candidato per il miglior montaggio a Joel Cox e Gary D. Roach
  - Candidato per il miglior sonoro a John T. Reitz, Gregg Rudloff e Walt Martin
- 2015 - Premio BAFTA
  - Candidato per la migliore sceneggiatura non originale a Jason Hall
  - Candidato per il miglior sonoro a Walt Martin, John Reitz, Gregg Rudloff, Alan Robert Murray e Bub Asman
- 2014 - National Board of Review Awards
  - Migliori dieci film dell'anno
  - Miglior regista a Clint Eastwood
- 2014 - American Film Institute Awards
  - Migliori dieci film dell'anno
- 2015 - Satellite Awards
  - Candidato per la miglior sceneggiatura non originale a Jason Hall
  - Candidato per il miglior montaggio a Joel Cox e Gary D. Roach
- 2015 - Writers Guild of America Award
  - Candidato per la miglior sceneggiatura non originale a Jason Hall
- 2015 - Directors Guild of America Award
  - Candidato per il miglior regista a Clint Eastwood
- 2015 - Producers Guild of America Award
  - Candidato per il miglior Film a Clint Eastwood, Robert Lorenz, Andrew Lazar, Bradley Cooper e Peter Morgan
- 2015 - Young Artist Awards[24]
  - Candidato per la miglior performance in un film - Giovane attore non protagonista a Aidan McGraw
  - Candidato per la miglior performance in un film - Giovane attrice non protagonista a Madeleine McGraw
- 2015 - Empire Awards[25]
  - Candidato per il miglior attore a Bradley Cooper
- 2015 - MTV Movie Awards[26][27]
  - Miglior performance maschile a Bradley Cooper
  - Candidato per il miglior film
- 2015 - David di Donatello
  - Candidato per il miglior film straniero a Clint Eastwood
- 2015 - Saturn Awards[28]
  - Candidato per il miglior film thriller